# Герб Дубового (Тячівський район)
Герб  Дубового Затверджений рішенням сесії селищної ради.
Автор проекту — А. Гречило. 

## Опис
У зеленому щиті зі срібною базою, обтяженою лазуровою пониженою хвилястою балкою, поверх усього золотий дуб з вирваними корінням, супроводжуваний з боків двома золотими восьмикутними зірками. Щит вписаний в золотий декоративний картуш і увінчаний срібною міською короною. На золотій девізній стрічці напис зеленими літерами "ДУБОВЕ".